# زرگری، خیبر پختونخوا
زرگری (به انگلیسی: Zargari) یک روستا در پاکستان است که در ناحیه هنگو واقع شده‌است. زرگری ۹۷۰ متر بالاتر از سطح دریا واقع شده‌است.